# Сноу Лејк Шорс (Мисисипи)
Сноу Лејк Шорс (енгл. Snow Lake Shores) град је у америчкој савезној држави Мисисипи.

## Демографија
По попису из 2010. године број становника је 319, што је 19 (6,3%) становника више него 2000. године.
| Група             | 2000.       | 2010.       |
| Белци             | 288 (96,0%) | 284 (89,0%) |
| Афроамериканци    | 6 (2,0%)    | 13 (4,1%)   |
| Азијати           | 0 (0,0%)    | 0 (0,0%)    |
| Хиспаноамериканци | 4 (1,3%)    | 15 (4,7%)   |
| Укупно            | 300         | 319         |